# Фортепианные концерты Эйноюхани Раутаваара

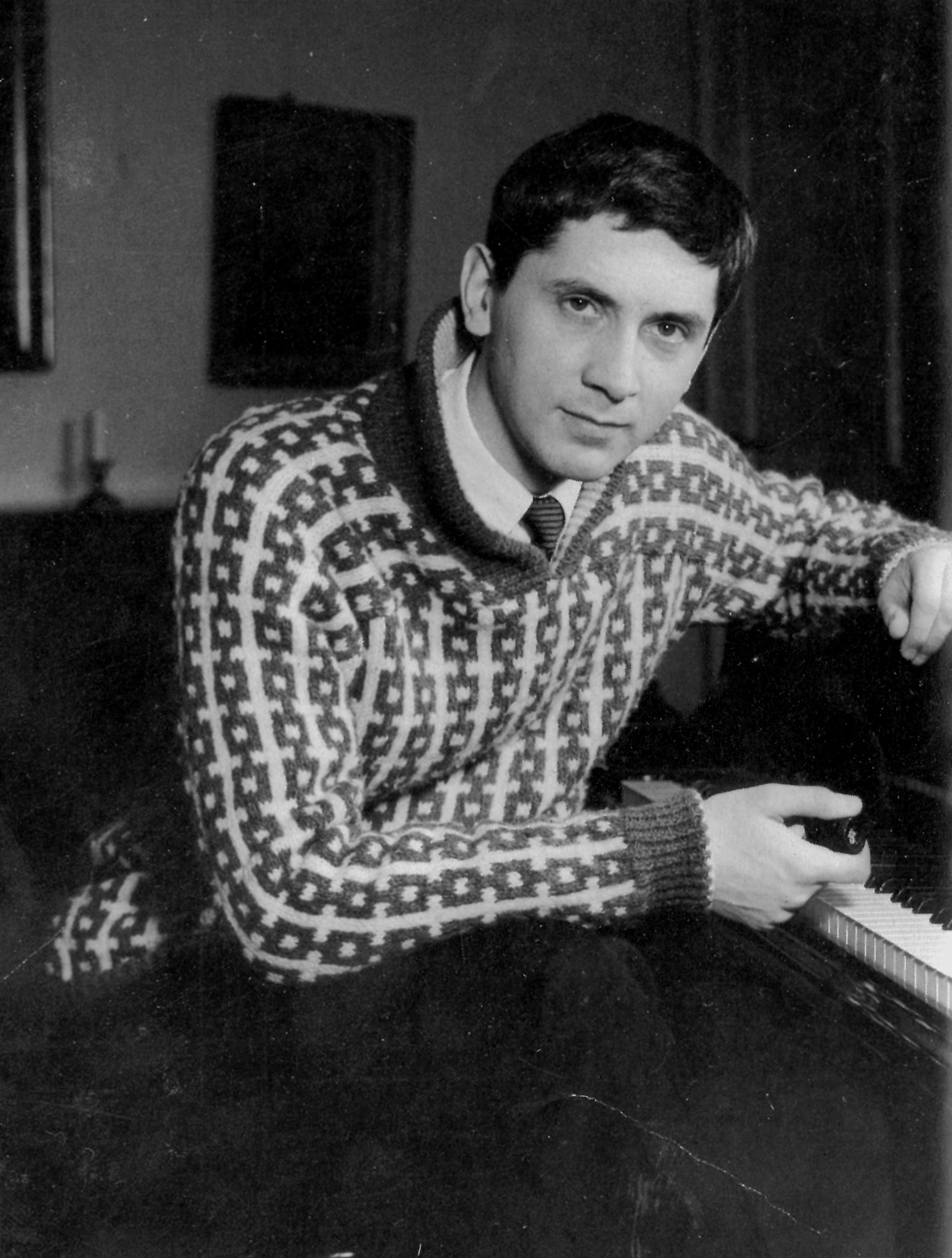
Раутаваара в 1950-х годах

Финский композитор Эйноюхани Раутаваара написал три концерта для фортепиано с оркестром.

## Концерт № 1
Был написан в 1969 году, имеет номер опуса 45. Этот концерт содержит множество новаторских применений политональности и кластерных аккордов. Именно в этот период творчества Раутаваара отказался от техники додекафонии в пользу более своеобразного, неоромантического стиля.
Композиция состоит из трёх частей:
1. Con grandezza
2. Andante
3. Molto vivace

Концерт написан для фортепиано и оркестра, состоящего из 2 флейт, 2 гобоев, 2 кларнетов, 2 фаготов, 2 валторн, 2 труб, 3 тромбонов, тубы, литавр, малого барабана, тамтама, тарелок, 16 скрипок, 8 альтов, 8 виолончелей и 4 контрабасов.

## Концерт № 2
Написан в 1989 году. Примерная продолжительность концерта составляет 20–25 минут. Произведение состоит из трёх связанных частей, причём средняя медленная часть длиннее, чем остальные две части вместе взятые:
1. In Viaggio
2. Sognando e libero
3. Uccelli sulle passioni

## Концерт № 3
Последний фортепианный концерт Раутаваара был написан в 1998 году. Это произведение имеет подзаголовок «Дар мечты». Композиция была заказана пианистом Владимиром Ашкенази. Концерт был сочинён так, чтобы пианист мог в одно время играть и дирижировать.
В произведении звучат гармонии, схожие с первым концертом, но общее настроение композиции гораздо более спокойное и безмятежное.
Произведение состоит из трёх частей и длится около 30 минут:
1. Tranquillo
2. Adagio assai
3. Energico

Исполнительский состав: фортепиано, 2 флейты, 2 гобоя, 2 кларнета in Bb, 2 фагота, 4 валторны in F, 2 трубы in C, 2 тромбона, литавры, вибрафон, оркестровые колокола, гонг, тамтам, большой барабан, малый барабан, 4 том-тома, ксилофон, струнные инструменты.
Премьера концерта состоялась в 1999 году в исполнении Хельсинкского филармонического оркестра (солист ― Владимир Ашкенази).